# Stanisław Łapiński (aktor)

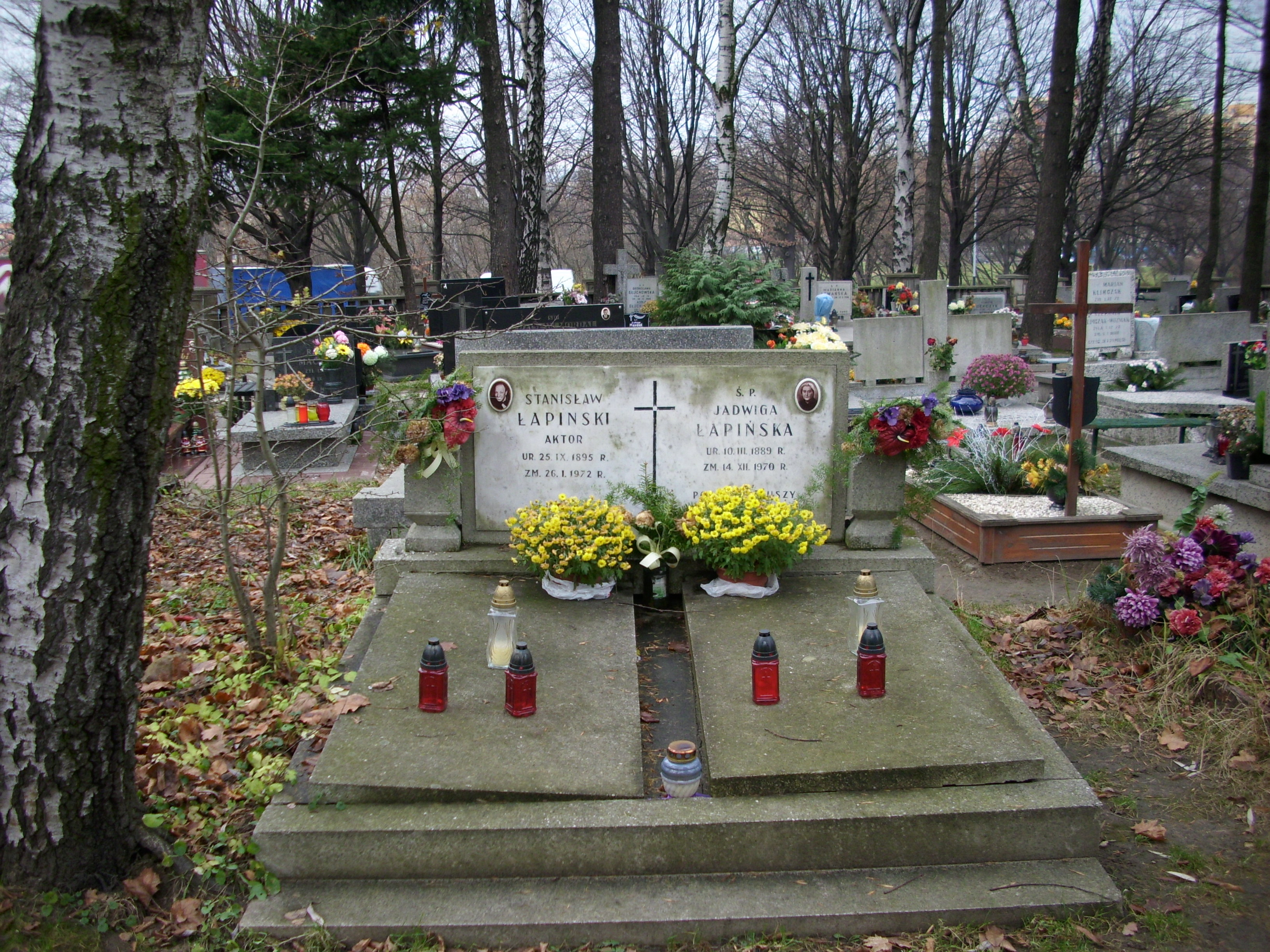
Grób Stanisława Łapińskiego na cmentarzu komunalnym na Dołach w Łodzi

Stanisław Łapiński (ur. 25 września 1895 w Warszawie, zm. 26 stycznia
1972 w Łodzi) – polski aktor teatralny i filmowy, reżyser teatralny i dyrektor teatru.

## Życiorys
W 1919 roku ukończył Warszawską Szkołą Dramatyczną i w tym samym roku debiutował na deskach Teatru Wielkiego w Poznaniu. Przed wojną występował przed publicznością warszawską, poznańską i bydgoską. Z racji swojej postury (był niski i tęgi) specjalizował się w rolach komediowych. W filmie debiutował w 1931 roku. Miał na swoim koncie około trzydziestu ról filmowych. Po wojnie związał się teatrami łódzkimi. 
Był ojcem aktorki Krystyny Łapińskiej i dziadkiem popularnego aktora Jerzego Łapińskiego. 
Pochowany na cmentarzu komunalnym na Dołach w Łodzi.

## Teatr
- Teatr Wojska Polskiego w Łodzi (1945–1949)
- Teatr Nowy w Łodzi (1949–1950)
- Teatr im. Stefana Jaracza w Łodzi (1950–1960)
- Teatr Nowy w Łodzi (1960–1972)

## Wybrana filmografia
- Niewiarygodne przygody Marka Piegusa (1966), reż. M. Waśkowski – Pitagoras, nauczyciel matematyki
- Komedianty (1961, reż. M. Kaniewska – ksiądz
- Król Maciuś I (1957), reż. W. Jakubowska – Marszałek
- Kapelusz pana Anatola (1957), reż. J. Rybkowski – psychiatra
- Piątka z ulicy Barskiej (1953), reż. A. Ford – Kozłowski, ojciec Lutka
- Młodość Chopina (1951), reż. A. Ford – profesor
- W chłopskie ręce (1946), reż. L. Buczkowski – Witold Patyk, kierownik sklepu spółdzielczego
- Płomienne serca (1937), reż. R. Gantkowski – Artokserkses Kukułka, właściciel gospody
- Róża (1936), reż. J. Lejtes – Ślaz
- Fredek uszczęśliwia świat (1936), reż. Z. Ziembiński – Pakuła
- Dziesięciu z Pawiaka (1931), reż. R. Ordyński – sędzia